# Топільниця (Яворівський район)
Топі́льниця — село в Україні, в Яворівському районі Львівської області. Населення становить 34 особи. Орган місцевого самоврядування -     Мостиська міська рада.